# Барни
Барни (англ. Barney) — английское мужское имя. Популярно в США и других англоязычных странах.

## Происхождение
Имя Барни имеет две версии происхождения, от греческого имени Барнабас и от германского имени Бернард. В первом случае этимология имени расшифровывается как «Сын комфорта», во втором «Храбрый как медведь». Барни, как отдельное имя, сформировалось предположительно более двух веков назад. Уже тогда были известны люди с таким именем Барни, Жюль Ромэн (1818—1878) французский философ и политик, Барни Арон (1800—1850) американский боксёр.
Имя Барни популярно в современном англоязычном мире как простая форма более сложных аналогичных имён. Люди отказываются от своих сложнопроизносимых имён (Бернард, Барнаби, Барнетт, Барнабас) в пользу имени Барни.

## Интересные факты
Формально в русском языке есть аналог имени Барни — это мужское имя Варнава. К настоящему времени имя Варнава не получило широкого распространения. В прошлых веках и по настоящее время оно используется в монашеской среде.